# ماه عسل (فیلم ۱۳۵۵)
ماه عسل فیلمی سیاه و سفید به کارگردانی فریدون گله و نویسندگی فریدون گله و صدرالدین الهی محصول سال ۱۳۵۵ خورشیدی است. فیلم «ماه عسل» به تهیه‌کنندگی مهدی مصیبی محصول سییرا فیلم است.

## خلاصه داستان
رضا و مادرش ماه بانو با خانواده حسین، موسوم به خان بابا، همدم و مونس هستند. رضا اوقاتش را با چنگیز، پسر خانواده، می گذراند و به خواهر او مینو علاقه دارد. خان دایی موافق این وصلت است، اما خان بابا مخالفت می کند و محمود، پسر اکبرخان را برای ازدواج با دخترش در نظر گرفته است. وقتی مینو اعتراض می‌کند یکی از جوانهای خانواده به نام هوشنگ را به عنوان نامزد او معرفی می کنند. هوشنگ، که از آمریکا بازگشته و در خارج، خود نامزد دارد، به کمک خان دایی رضا را ترغیب می کند که بر علاقة خود به مینو پافشاری کند. عاقبت خان بابا و چنگیز رضایت می دهند که مینو و رضا ازدواج کنند.

## بازیگران و صداپیشگان
اسامی بازیگران و گویندگان فیلم ماه عسل به شکل* و ترتیب نمایش در عنوان‌بندی پایانی فیلم :
| شمارگان | بازیگران               | نقش‌ها    | گویندگان        | توضیحات         |
| ------- | ---------------------- | -------- | --------------- | --------------- |
| ۱       | بهروز وثوقی            | رضا      | چنگیز جلیلوند   |                 |
| ۲       | گوگوش                  | مینو     | شهلا ناظریان    |                 |
| ۳       | جمشید مشایخی           | خان بابا | حسین عرفانی     |                 |
| ۴       | رضا کرم رضایی          | خان دایی | عزت‌الله مقبلی   |                 |
| ۵       | نادره [حمیده خیرآبادی] | ماه بانو | سیمین سرکوب     |                 |
| ۶       | نادیا                  |          |                 |                 |
| ۷       | ابریشمی                |          |                 |                 |
| ۸       | ناظری                  |          |                 |                 |
| ۹       | ایرج سمندری            |          |                 |                 |
| ۱۰      | ژوزف                   |          |                 |                 |
| ۱۱      | [علی] دهقان            |          |                 |                 |
| ۱۲      | [خلیل] طلایی           |          |                 |                 |
| ۱۳      | صالحی                  |          |                 |                 |
| ۱۴      | روحی [ساوجی]           |          |                 |                 |
| ۱۵      | عراقیان                |          |                 |                 |
| ۱۶      | علی ثابت‌[فر]           |          | منوچهر والی‌زاده |                 |
| ۱۷      | جلال [پیشواییان]       |          | صادق ماهرو      | با شرکت افتخاری |

* اسامی داخل کروشه در عنوان بندی و یا پوستر درج نشده‌اند.
فیلم ماه عسل به سرپرستی چنگیز جلیلوند دوبله شده است.

## نمایش فیلم
فیلم ماه عسل برای بار نخست در در تاریخ پنجشنبه ۲۸ اسفند سال ۱۳۵۴ با عنوان «برنامه مخصوص نوروزی سال ۱۳۵۵» در دوازده سینما در تهران و همزمان در شهرستانها به نمایش درآمد   و به همین دلیل این فیلم محصول سال ۱۳۵۵ معرفی می‌شود. این فیلم جایگزین فیلم ترکی «بهترین پدر دنیا» (ترکی استانبولی: Babaların Babası) در گروه سینمایی آسیا شد .
سینماهای نمایش‌دهنده فیلم ماه عسل در تهران در گروه سینمایی آسیا شامل ۱۲ سینمای آسیا، رکس، شهوند، لیدو، نپتون، ژاله، توسکا، المپیا، پاسارگاد، ناتالی، چرخ فلک و سیلورسیتی (قلهک) بودند. 
سینماهای نمایش‌دهنده فیلم در شهرستانها شامل چهار باغ و مهتاب در اصفهان، فردوسی، هما و شهرفرنگ در مشهد، رویال در لاهیجان، صحرا در بندرعباس، شهر فرنگ در بابل، آزیتا در خرم آباد، آریا در بروجرد، مولن‌روژ در زنجان، کاخ در یزد، آریا در رامسر، آریا در لنگرود،‌ پارادیا در اندیمشک، شهر فرنگ در کرمانشاه، سپهر در ساری، گل سرخ در بندر پهلوی، خیام در قزوین، مترو در شیراز، امپایر در گرگان، تخت جمشید در تبریز، درفش در آمل، سپیدرود در رشت، کیهان و شیرین در آبادان، ساحل در اهواز و کاپری در شهسوار بودند  .
فیلم ماه عسل، پس از سه هفته نمایش در تهران، در گروه سینمایی آسیا در تاریخ پنج‌شنبه ۱۹ فروردین ۱۳۵۵ جای خود را به فیلم بی‌نشان داد .

## گروه موسیقی[۱][۲]
- واروژان: آهنگساز و تنظیم‌کننده‌ی موسیقی متن و ترانه‌ها
- گوگوش: خواننده
- ایرج جنتی عطایی: ترانه‌سرا

در این فیلم دو ترانه به نامهای «ماه پیشونی» و «پُل» با صدای گوگوش اجرا شده‌اند. پخش اجرای نخست ترانه‌ی پُل بدلیل ترجیع بندی با بار سیاسی بدستور ساواک متوقف شد و در برخی از نسخه‌های این فیلم موجود است.

## دیگر منابع
- ماه عسل در بانک جامع اطلاعات سينماى ايران
- ماه عسل در وبگاه ایران‌آکت